# Patriotes de Russie
 (janvier 2018).
Si vous disposez d'ouvrages ou d'articles de référence ou si vous connaissez des sites web de qualité traitant du thème abordé ici, merci de compléter l'article en donnant les références utiles à sa vérifiabilité et en les liant à la section « Notes et références ».
Patriotes de Russie (en russe : Патриоты России, Patrioty Rossii) était un parti politique russe socialiste et nationaliste fondé en avril 2005 par Guennadi Semiguine, qui a été expulsé du Parti communiste de la fédération de Russie après avoir échoué dans une lutte de pouvoir avec Guennadi Ziouganov.

## Histoire du parti
En 2006, Guennadi Semiguine et son nouveau parti Patriotes de Russie a rejoint la fraction Rodina à la Douma. Après la fusion de Rodina avec le Parti russe de la Vie et le Parti russe des retraités pour la justice sociale, sous la direction de Sergueï Mironov en octobre 2006 dans un nouveau parti nommé Russie juste, Patriotes de Russie a déclaré son intention de se présenter comme un parti distinct aux élections législatives de 2007 et de l'année 2011. Il n’a obtenu aucun siège au parlement fédéral. 
Le parti est présent dans les parlements régionaux de la fédération de Russie.
Patriotes de Russie a annoncé qu'il ne se présenterait pas à l'élection présidentielle russe de 2018 et que le parti soutiendrait l'actuel président Vladimir Poutine pour ces élections.
Le 22 février 2021, Patriotes de Russie fusionne dans le parti Russie juste.

## Idéologie
L'idéologie officielle de ce parti est le socialisme démocratique et le collectivisme. Le parti a de nombreuses positions communes avec le Parti communiste de la fédération de Russie.